# くにおの熱血闘球伝説
『くにおの熱血闘球伝説』（くにおのねっけつドッジボールでんせつ）は、テクノスジャパンのMVS用ビデオゲームソフト。くにおくんシリーズの1つである。
ゲームデザイン、キャラクターデザインは白戸政男が担当した。

## ゲームについて
本作は『熱血高校ドッジボール部』とルールは同様であるが、相手に大ダメージをもたらす必殺技のシュートを全員有していることを特徴とする。相手の必殺技等もタイミング良くキャッチする事で防御できる場合もある。また、チームメンバーとの合体技も存在する。
ゲーム開始後に最初に好きなチームを選ぶ。そして相手と対戦していき、最初のステージ以外の各ステージ終了時に倒したチームの一番手のキャラを自分のチームに招きいれることができる仕様となっている（拒否も可能）。

入れ替える場合は「3番手のキャラ→2番手キャラ」のパターンを繰り返して入れ替わる。チームの初期メンバーは入れ替えたら最後、二度と戻ってこない。
そして次々と現れる強豪相手にドッジボールで勝負し、上記の通り好きなキャラクターを入れ替えたりしてステージを進め、最終面をクリアすればエンディングとなる。

### ドッジボールのルールとゲームシステム
ドッジボールゲームであるが、ルールは一般的なドッジボールのルールとは違う。
- 多少なら相手のコート内に入ってもよい。相手コート内でもジャンプの着地まで持っているボールは有効なのでダッシュ→自分のコートギリギリでジャンプ→ジャンプ着地前までにシュートすれば最大限かつ完全に相手コート内の1/3近くまで入れるので、より相手に近い場所での攻撃が可能となるが、着地場所から自分のコートに戻る間は無防備になり、カウンターアタックとバックステップ以外は使用できなくなる。
- ほぼ全てのシュートはキャッチ角度が合っていればキャッチ動作をすればキャッチすることができる。完璧なタイミングでキャッチできれば合体技以外はダメージ0でキャッチできる。
逆にタイミングが合わないとキャッチできても体力が削れ、体力が削れ切っている状態だと必殺技のシュートは完璧なタイミングでキャッチできないとキャッチしきれずにやられてしまう。
- シュートは相手の操作キャラクター目掛けて投げる。操作してないキャラクターに対して当てたいなら工夫して攻撃する必要がある。
- 相手のコート内にボールが落ちてても自分の操作キャラクターがダッシュジャンプで手が届く範囲ならば相手のコート内のボールを拾いに行くことができる。
- 格闘ゲームの要素も少し取り入れており、5回攻撃がヒットすると気絶する。気絶時は吹っ飛びダウンしてもすぐに起き上がって気絶モーションをとる。気絶はレバガチャで回復できる
- 体力が0になって脱落した選手は外野へ移動する。外野にいる選手も必殺技を打てる。
- 全キャラクターにボールを弾き返すカウンター技があり、カウンター技で弾かれたボールは操作しているキャラ目掛けて飛んでいく。直撃すればダウンさせることができる。また弾き返すことも可。
最初は低威力だが、弾き返す毎に徐々に威力が増していく。突進技を弾き返した場合は「その突進技の1HIT分のダメージ」を相手キャラクターに与えて弾き飛ばし、ボールは真下に落下する。
- キャプテン格のキャラクターがパワーゲージMAX時にそのキャプテン格のキャラクターに応じた合体攻撃ができ、1人に大ダメージを与えることもできる。
完ぺきなタイミングでキャッチしても体力を削る事ができるため、体力がわずかの選手を削って倒す事ができる。また、カウンター技で弾く事は不可能。
- 勝敗のつけ方は全滅か時間切れの判定の二択で全滅の場合は生き残ったチーム、時間切れの判定の場合は各チームの生存キャラの残り体力を足した合計体力が多い方が勝ちとなる[注釈 1]。
対戦はCPU戦は1本勝負、対人戦は3ラウンド2本先取となる。対人戦は普通の格闘ゲームより長く遊べる事が多い。
- キャラクターが吹っ飛んでダウンすると起き上がるまで完全に無防備になる。無防備になる時間はダウンしたキャラクターの残り体力が低いほど長くなる。
ダウン中にさらに攻撃を受けて吹っ飛とんだ後はすぐに起き上がるが、吹っ飛んで地面に着地する前に再度攻撃を受けると即座起き上がりが無効化され、また一定時間無防備になる。
起き上がるモーション中にカウンター技を入力するとすぐにカウンター技が発動する。
吹っ飛ぶ条件は主にダッシュジャンプシュートやダウン判定がある必殺技でダウン判定の部分を直撃させる、または空中で攻撃が直撃したり、カウンター技で弾かれたボールがあげられる。
- 自分が放ったシュートは自チームのキャラクターには当たらないがキャッチしたり、カウンター技で返したりすることが可能。ただし、外野からのシュート・特定の行動が重なるなどの条件が必要。
キャッチの場合は判定が普段通りなので体力が減る事があり、必殺技の場合は「瀕死の操作キャラでうっかりキャッチして味方外野に倒される」事態もある。
- 操作していないキャラクターは全員健在の時は操作キャラクターの左右後ろの三角陣形を、一人脱落して外野に行った時は真後ろに移動する。
操作していないキャラクターはほぼ何もしないので操作しているキャラクターがダウンして無防備になっている場合にうまく狙いを定められた場合、ほぼ一方的に攻撃を受ける。
例外は操作キャラクターがダウン時の起き上がりにカウンター技を使った時、たまに一緒にカウンター技を発動させる。
- 一定時間ボールを持ったままシュートをしないとボールが点滅し始め、最後には爆発する。爆発したボールにはダメージ判定があり、巻き込まれると若干のダメージを受ける。
爆発した場合はレフェリーのアンジェレッタが守備側だったチームの陣地にボールを投げる。
ボールが落ちた場所が互いに回収がほぼ不可能な場所だったり、拾えるがわざと拾わずに一定時間過ぎるとアンジェレッタがボールを回収して中央めがけてボールを投げる。

## 操作方法
下記の攻撃時はボールを持っている時、守備時は相手側にボールがある場合のことである。
レバー8方向で移動、同じ方向に2回連続入れるとダッシュ、ダッシュと逆の方向に2回入れるとバックステップ Aボタン（ボール所持時：シュート、非所持時：キャッチ）、Bボタン（ボール所持時：パス、非所持時：しゃがむ）、Cボタン（ボール所持に関わらずジャンプ）、Dボタン（ボール所持時：フェイント、非所持時：挑発）。
キャッチとフェイントはジャンプ中とバックステップ中でも可能。
ボールを持っている選手が対戦相手に衝突しあうとボールの奪い合いに発展し、A連打で多く連打できた方がボールを奪える（またこの場合連打で負けた側は一発もらってダウンさせられ、ボールを奪った側に追加攻撃されることがある）。

## 登場キャラクター
本項においては、キャラクターの大まかな特徴と、場合によってはチームの特徴について解説する。
キャラクターのシュートは以下の3つに分かれている
- ノーマルタイプ：ダッシュシュートが複数回HITするタイプ。キャラクター毎に2～4HITに分かれる。
- ダウンタイプ：ダッシュシュート、ノーマルジャンプシュートでも相手をダウンさせることができる。
- ジャンプダウンタイプ：ダッシュシュートは1HITだが、ノーマルジャンプシュートで相手をダウンさせることができる。

なお、本作においては各チームにチームメンバーが2人配置されているが、これについては割愛する。

### 主要キャラクター
くにお（KUNIO）
声 - 堀川りょう
本作でも主人公を務める熱血硬派。必殺技はクセのないものが多く、扱いやすい。また、カウンター技とすべての必殺技が空中でも使用可能で色々な事ができるのが特徴。
シュートタイプ：ノーマル2HITタイプ　
カウンター技：熱血カウンター（"NEKKETSU"COUNTER）
必殺技A 熱血ナッツシュート（"NEKKETSU"NUT SHOOT）空中可
ジャンプして斜め下の軌道を描くシュート。ダウン追撃が可能。
必殺技B 熱血ローリングクラッシュ（"NEKKETSU"ROLLING SHOT）空中可
宙を浮きながら自分の体ごと体当たりする。ダウン追撃が可能で、最後の一撃が当たると当たった相手はダウンする。
相手の密集具合によっては連続で繰り出して大ダメージも狙える。手数に特化した技なのでカウンター技で弾かれてもリスクが低い。
合体技 熱血ロイヤルストライク（"NEKKETSU"ROYAL STRIKE）
くにおが一番後ろに行き、他のチームメイト二人が前方に三角を作るように配置、くにおがチームメイト目掛けてボールを投げ、二人がカウンター技の動作で中央に弾く動作をし、くにおはボール目掛けて突っ込んで蹴りを入れ、くにおごと突進する。
リキ（RIKI）
声 - 大倉正章
花園高校3年で、くにおのライバル兼親友。一部の動作とカウンター技がくにおと一緒である。必殺技が全て突進技というのも特徴。
また、リキのチームは全員ノーマルジャンプシュートでダウンさせることができる。
シュートタイプ：ダウンタイプ
カウンター技：花園カウンター（"HANAZONO"COUNTER）
必殺技A スカイラークシュート（SKYLARK SHOOT）空中可
一旦上に上昇してから斜め下向きで相手の操作キャラに突進する。ダウン追撃可能だが、ダウン追撃の時は他の誰かが近くにいないと1HITで終わってしまう。
必殺技B マッハシュート（MACH SHOOT）
燃えるボールをまとい、回転しながら突撃する。威力は高いが、ダウン追撃ができず、しゃがまれると簡単によけられてしまう。また、1HITが重いのでカウンター技をされるとかなりのダメージを負う。
しかしダウンしている相手を追撃できないことを逆手にとって、操作していないキャラクターを狙うという芸当も可能。
合体技　バーニングアッパー（BURNING UPPER）
基本動作はくにおと一緒だが、こちらは蹴りをいれて自分ごと突進するのではなく、アッパーでボールを飛ばす。
みゆき（MIYUKI）
声 - 小山裕香
本作のオリジナルキャラクターである女子高生で、普段は遊園地でアルバイトをしている。
ジャンプ力等の機動力が最も高いため、相手コート側への距離をたくさん詰めることができる。また、カウンター技の性能も高い。
一方で、攻撃力と必殺技がザコキャラクターに負けるほど弱く、必殺技はカウンター技の硬直が長いキャラクターがカウンターをしくじっても余裕で対処できるほど出が遅い。
シュートタイプ：ノーマル4HITタイプ
カウンター技：マウスリフレクト（MOUSE REFLECT）
必殺技A メガウェンディーズ（MEGA-WENDIES）
ポンポンとボールを地面にたたき、そっと息を吹きかけてボールを飛ばす。当たると相手はこちら側に吹き飛ぶが、予備動作が非常に長く、ボールが飛ぶスピードもあまりにも遅いため、まず決まらない。
空中で発動させると垂直落下してから必殺技動作に移る。
必殺技B マウスフラッシュ（MOUSE FLASH）
最初の部分はメガウェンディーズと一緒だが、その後はマウスリフレクトの動作でボールを蹴って螺旋の軌道を描いて飛ばす。
全部分がダウン判定であり、キャッチの裏側をつくことができるが放つのが遅すぎる。
メガウェンディーズ同様、空中で発動すると垂直落下してから必殺技動作になる。なお技名はマウスフラッシュだが、みゆきは「ネズミーフラッシュ」と呼ぶ。
合体技 ラブメリーゴーランド（LOVE MERRY-GO-ROUND）
みゆきがボールの上に乗り、他のキャラクターたちはその周りを回転しながら突進する。
ケンジ（KENJI）
声：古谷徹
本作のオリジナルキャラクターである男子高校生で、養成ギプスを装着している。父であるプロドッジボール選手・一徹は、ドッジボール魔王とはライバル関係にあった。
機動力が高めでダッシュシュートの威力が高い。さらに必殺技が二つとも非常に強力。特にマッスルキラーは一度入ればそのまま相手を倒すことが可能。
反面、返し技は小回りが利かないため、うまく使わないと大きな隙を晒してしまう。
シュートタイプ：ノーマル3HITタイプ
カウンター技：フィストカウンター（FIST COUNTER）
必殺技A マッスルキラー（MUSCLE KILLER）空中可
ギプスを壊しながら炎の球を投げる。直撃すると結構なダメージを与え、大きく吹っ飛ばすことができる。近距離であればダウン追撃が可能。この吹っ飛びのおかげで容易に追撃ができるため、一気に倒すことができる。
地上版と空中版では若干性能が違い、地上版は出が遅いが、投げた後の硬直が通常のシュートより短いため、よほど相手との距離が近くなければ普通のシュートでは対応できない状況に対応できたりする。
空中版は地上版と比べると出が早いが、放った後は着地まで完全に無防備になってしまう。
必殺技B ロイヤルガストシュート（ROYAL GUST SHOOT）
投げるまでの動作自体はマッスルキラーと同じだが、こちらは螺旋の軌道を描いて飛ぶ。軌道の関係で、相手のキャッチの裏側を突くことができる。
全技の中で唯一「自分で放った技を自分でキャッチできる」技で投げた後、すぐにダッシュしてキャッチ動作をすれば捕ることができる。しかし体力が減るので瀕死の状態でやると自滅してしまう。
合体技 フレンドリーローリング（FRIENDLY ROLLING）
自チームのコート中央にボールを置き、全員でボールの周りを回転しながら突進する。
しんじ（SHINJI）
声 - 江川央生
暴走族・横浜ファンキーの総長（本作ではブルーエンペラーではない）で外見は金髪リーゼントに紫色の特攻服姿と『くにおたちの挽歌』に準じているが、性格は軟派なヤンキーそのもの。
バイクを用いた変則技を持つ一方、ケンジから「君の技は邪道」と言われており、他のキャラクターもしんじに対する評価は今一つ。
また、頭がよくないのか、しんじの勝利メッセージの字幕は非常に汚い。
変則的な必殺技を持ち、強い基礎能力を持ち合わせたキャラ。チームメイトとチームメイトの配置にも恵まれているのも強み。
弱点は他のキャプテンキャラクターと比べてカウンター技が弱いことと、バリバリライディングが使えない技だという事。
シュートタイプ：ダウンタイプ
カウンター技：シャープフリップ（SHARP FLIP）
必殺技A バリバリライディング（BARI-BARI ROLLING）空中可
自身をバイク本体にして、ボールをタイヤ代わりに突進する（ボールが二つに増えている）。
出が遅い上に直進しかできず、さらに当てても相手を倒せないなら反撃確定という非常に性能が悪い技。
必殺技B ロリロリローリング（RORI-RORI ROLLING）空中可
クルクルと回転しながら上昇し、好きなタイミングで電撃をまとったボールを投げる。
技を発動させてからもう一度シュートボタンを押すとシュートするため、相手のキャッチやカウンター技のタイミングをずらす事ができ、ダウン追撃もできる優秀な技。
技を発動させても投げずにそのまま着地することもできるが、技の発動中に投げて初めてシュートしたことになるため、ボールが点滅している時に発動→タイミングを図っている時にボールが爆発することも。
回転中にバリバリライディングに派生することもできるが、バリバリライディング自体が使えないため、まず派生されることはない。
合体技 バリバリツーリング（BARI-BARI TOURING）
バリバリライディングに、仲間を乗せて突進する。技終了時は仲間が前方にいるため、キャッチされると仲間がそのままやられてしまうことも。
みすず（MISUZU）
声 - 山本圭子
女性でありながら、くにおをゆうに越す巨体と力を持つスケ番。今回は普段のスケ番姿ではなく、セクシーな衣装で登場。周囲の評価に反し、彼女自身は美しいと思っている。
シンプルに攻撃に特化した性能で、通常シュートはもちろんのこと、性能の高い即時に攻撃判定が発生する突進技が優秀。
しかしキャプテン格のキャラクターでただ一人、カウンターの出始めに無敵判定が存在しないという大きな弱点を持つ。
みすずチームは全員カウンター技の出始めに無敵がないため、防御面がかなり脆い。なお、みすずの必殺技はすべて胸を使った技となっている。
シュートタイプ：ダウンタイプ
カウンター技：コングリフレクト（KONG REFLECT）
必殺技A 百貫ラブ（HYAKKAN LOVE）
ボールを胸に挟んで数歩前方に踏み込んだ後、相手の操作キャラ目掛けて突進する。突発的に出すことができるうえ、出した瞬間から攻撃判定が発生するので非常に強力。
ただし、単発HITのため、カウンター技で弾かれると凄まじいダメージがみすずにかえってくる（突進技の中では弾かれると一番ダメージが大きい）。
必殺技B セクシーインザスカイ（SEXY IN THE SKY）空中可
ボールを上に投げてからジャンプし、胸の弾力で飛ばす。ボールを放った後はキャッチ動作ができるため、相手のカウンターで返ってきた球をキャッチして投げ返すことができる。
合体技 ダイナマイトフリップ（DYNAMITE PLIP）
みすずを前にしてボールに乗って、他のチームメンバーが後ろに並ぶ。一番後ろのメンバーが体当たりで中間のメンバーを飛ばして、飛ばしたメンバーがみすずに当たってその勢いで突進する。
サブ（SABU）
声 - 岸野幸正
暴力団・三和会の若頭。これまでのシリーズと違い、気前のいい所があったり、苦労話を語ったりする。さぶの勝利メッセージの字幕は太い。
全体的な攻撃性能は低く、必殺技も強いとは言えないが合体技の性能が全キャプテン最強で合体技に特化したキャラクター。
シュートタイプ：ジャンプダウンタイプ　
カウンター技：ヤクザリフレクト（"YAKUZA"REFLECT）
仁義ウァール（"JINGI"WHIRL）
ボールに乗って燃えながら回転して突進する技。これだけだとイマイチだが、当たった相手は大きく上に打ちあがり、誰かが外野にいると簡単に追撃ができるため、誰かが外野に行くと真価を発揮する。
空中で使うと垂直落下して技動作に入る。
ヤクザファイヤー（"YAKUZA"FIRE）
おもむろに拳銃を取り出し、発射口にボールを詰めて発砲する。独特の軌道で飛ぶのでタイミングずらしに使えるが、出が非常に遅いため、技を知っていると容易に対処される。
任侠エクスポーション（"NINKYO"EXPLOSION）
仲間二人の気を借りてボールを巨大な炎を纏わせて発砲する。相手が三人の時は回避が非常に困難な上、他の合体技と違ってキャッチされても反撃を受ける心配がほとんどないため、合体技の中では最も強い。

### その他のキャラクター
ドッジボール魔王（D.B.MAOU）
声 - 郷里大輔
最終ボス。かつてプロドッジボーラーとして活躍していたが、己の力を過信しすぎた結果、試合中に事故を起こしてしまいドッジボールの観戦に来ていた妻のマリーを死なせてしまった過去を持つ。この世からドッジボールを消し去る事を企み、くにお達ドッジボーラーを大会に招待し、抹殺しようとした。
アンジェレッタ（ANGELETTA）
声 - 中山真奈美
ドッジボール魔王の娘で、試合中は審判やアナウンサーをつとめている。

## 備考
AMショーに出展された後、1996年頃に先に海外（タイトルは「Super Dodge Ball」）で発売されたが、その後テクノスジャパンが倒産してしまい、日本で発売されることはなかった。海外でもあまり出回っていないため、ソフト自体はかなり貴重である。

## 他機種版
| No. | タイトル                                                  | 発売日            | 対応機種                            | 開発元 | 発売元                 | メディア                                       | 型式 | 備考 |
| --- | --------------------------------------------------------- | ----------------- | ----------------------------------- | ------ | ---------------------- | ---------------------------------------------- | ---- | ---- |
| 1   | テクノス ザ・ワールド くにおくん & アーケードコレクション | INT 2025年4月24日 | PlayStation 5 Nintendo Switch Steam | -      | アークシステムワークス | ダウンロード Switch専用ゲームカード UHD BD-ROM | -    |      |

## 開発秘話
新潟で行われた開発の際、本作が参考とした『熱血高校ドッジボール部』の基板は、テクノスの東京本社および海外の支部にもすでに存在しなかったため、中古ファミコンショップである『ゲームの王様「とのさまーと」』（現在は閉店）から提供してもらった。その縁から、とのさまーとでロケテストが行われた。本作品は正式に日本国内で販売されなかったため、事実上、日本で唯一現役でプレイできたゲームセンターとなった。
「とのさまーと」の文字は、隠れキャラクター（看板）として、本作の背景に登場する。4面の背景の端に書かれていて、プレイ中には確認できないが、ハイスコア画面で確認することができる。本作唯一の隠し要素である。
開発途中は「さぶ」に刺青があったが、途中で刺青は問題があるということになり、Tシャツの柄ということに変更された。一枚絵はTシャツだが、キャラクターの絵はTシャツになっていないのはそのためである。